# Stubborn
HMS Stubborn (Kennung: P238) war ein U-Boot der britischen Royal Navy im Zweiten Weltkrieg.

## Geschichte
Die Stubborn (engl.: widerspenstig, starrköpfig oder stur) war ein Boot des dritten Bauloses der erfolgreichen S-Klasse. Dieses Baulos wird auch als Seraph-Klasse bezeichnet. Sie wurde am 10. September 1941 bei Cammell, Laird & Company im nordwestenglischen Birkenhead aufgelegt, lief am 11. November 1942 vom Stapel und wurde von der Royal Navy am 20. Februar 1943 in Dienst gestellt.
Das U-Boot operierte anfangs in der Nordsee und der Biskaya. Später setzte die Navy die Stubborn auch auf dem asiatischen Kriegsschauplatz ein.
Am 2. Juli 1943 entdeckte die Stubborn in der Biskaya bei  drei von der Feindfahrt zurückkehrende deutsche U-Boote, die von zwei Zerstörern eskortiert wurden. Die Stubborn griff erfolglos mit einem Torpedofächer an. Die deutschen U-Boote konnten unbeschadet nach Bordeaux zurückkehren. Es handelte sich wahrscheinlich um U 180, U 518 und U 530. Die deutschen Geleitschiffe gehörten zum Typ Zerstörer 1936.
Das britische U-Boot griff am 26. Januar 1944 westlich von Namsos (Norwegen) einen deutschen Geleitzug mit vier Torpedos an. Alle Torpedos verfehlten ihre Ziele.
Am 11. Februar 1944 griff die Stubborn 25 Seemeilen nordwestlich von Namsos zwei deutsche Frachtschiffe mit Torpedos an. Die Makki Faulbaum (1907 BRT) sank, die Felix D. (2047 BRT) wurde schwer beschädigt.
Am 13. Februar 1944 griff die Stubborn vor dem norwegischen Foldafjord einen deutschen Geleitzug erfolglos mit einem Sechserfächer an. Die Eskortschiffe belegten sie anschließend mit Wasserbomben. Das U-Boot verlor die Trimmung und wurde erst bei 165 m Tiefe abgefangen, konnte aber wieder auftauchen. Das beschädigte U-Boot musste zur Basis in Schottland geschleppt werden. Die erreichte Tauchtiefe war die größte, aus der ein S-Klasse-U-Boot wieder auftauchen konnte. Der Druckkörper der Stoic wurde 1948 bei einem Zerstörungstest in 183 m Tiefe vom Wasserdruck zerstört. Zum Vergleich hatten die deutschen Boote vom Typ VII C/42 eine garantierte Tauchtiefe von 200 m und eine errechnete Zerstörungstauchtiefe von 400 m.
Am 25. Juli 1945 versenkte die Stubborn östlich von Bali (Niederländisch-Indien) in der Javasee bei 7° 6′ 0″ S, 115° 42′ 0″ O das japanische Patrouillenboot No. 2 (ex Zerstörer Nadakaze; 1350 tn.l.) mit einem Viererfächer, von dem zwei Torpedos trafen. Nach der Versenkung befahl der Kommandant des britischen U-Bootes LtCdr. Albert George Davies aufzutauchen, um einen Schiffbrüchigen gefangen zu nehmen und zu verhören. Als einer der im Wasser treibenden Japaner eine rüde Geste machte, erschoss ihn der Artillerieoffizier der Stubborn. Nach dem Zwischenfall befahl Davis, auch alle anderen japanischen Seeleute zu erschießen, um die Zeugen des Verbrechens zu beseitigen, und ließ das Fla-MG klarmachen. Er befürchtete japanische Rache für den Fall, dass seine Besatzung in Kriegsgefangenschaft geriete. Kurz nachdem das MG gefechtsbereit war, wurde ein japanisches Flugzeug gesichtet, weshalb die Stubborn abtauchen musste. Davis ließ in der folgenden Nacht wieder auftauchen. Die japanischen Schiffbrüchigen wurden aber nicht mehr gefunden.
Am 27. und 28. Juli 1945 versenkte das U-Boot in der östlichen Javasee zwei weitere japanische Transporteinheiten.
Die Stubborn wurde am 30. April 1946 vor Malta vor Qawra Point als Sonar-Übungsziel versenkt. Das Boot liegt in ca. 55 m Tiefe auf Position  und ist mittlerweile ein beliebtes Ziel für fortgeschrittene Sporttaucher.